# EWR VJ 101
EWR VJ 101 ("VJ" je akronim za Versuchs Jäger - "eksperimentalni lovec") je bil nemški eksperimentalni lovec z možnostjo vertikalnega vzleta in pristanka - VTOL. To so dosegli z uporabo nagibnih reaktivnih motorjev. Zgradili so 2 prototipa, ki sta uspešno poletela. Na enem izmed testom so tudi presegli hitrost zvoka, kar je bil prvi tak primer za VTOL letalo. En prototip je kasneje strmoglavil, kasneje, leta 1968, so program preklicali. 

## Specifikacije (VJ 101C X-2)
Podatki iz Macdonald Aircraft Handbook Green,1964. p. 521
Splošne karakteristike
- Posadka: 1
- Dolžina: 15,7 m (51 ft 6 in)
- Razpon kril: 6,61 m (21 ft 8 in)
- Višina: 4,1 m (13 ft 6 in)
- Maks. vzletna teža: 6100 kg (13420 lb)
- Pogon letala: 6 × Rolls-Royce RB145 turboreaktivni motorji, 12,2 kN (2750 lbf) vsak

 Zmogljivost 
- Maks. hitrost: Mach 1,04